# Scioto River
Der Scioto River ist ein rechter Nebenfluss des Ohio River im zentralen und südlichen US-Bundesstaat Ohio von rund 372 km Länge.
Der Name stammt von einem indianischen Wort für „Hirsch“. Er entspringt im Auglaize County bei New Hampshire, fließt zunächst 80 km in östlicher Richtung und biegt dann nach Süden ab, um bei der Stadt Portsmouth in den Ohio River zu münden. Bei Columbus nimmt er seinen größten Nebenfluss, den aus Norden kommenden Olentangy River, auf. Der Scioto River, früher ein beliebter Transportweg nach Norden, dient heute vorwiegend als Erholungsgebiet und Trinkwasserreservoir.
Im Tal des Scioto River waren zahlreiche Indianerkulturen beheimatet. Die bekannteste ist die Hopewell-Kultur, von der die sogenannten Mounds Zeugnis ablegen. Sie sind bei Chillicothe im Hopewell Culture National Historic Park zu besichtigen. Im 17. und 18. Jahrhundert lebten hier zeitweilig die Shawnee, Delaware, Miami, Odawa und Mingo. Ihre wichtigsten Dörfer am Scioto River waren Chillicothe, Piqua, Kispoko und Maqueechalk. Während des Nordwest-Indianerkriegs (1785–1795) war das Tal Schauplatz zahlreicher Gefechte zwischen den dort lebenden Stämmen und der amerikanischen Armee.
Zu Beginn des 19. Jahrhunderts führte entlang des Scioto River der Weg in die Freiheit für entlaufene Sklaven aus dem Süden, die sogenannte Underground Railroad, nachdem sie den Ohio River überquert hatten. Viele von ihnen fanden in Chillicothe und benachbarten Orten ihre erste Zuflucht.